# Casa galleggiante

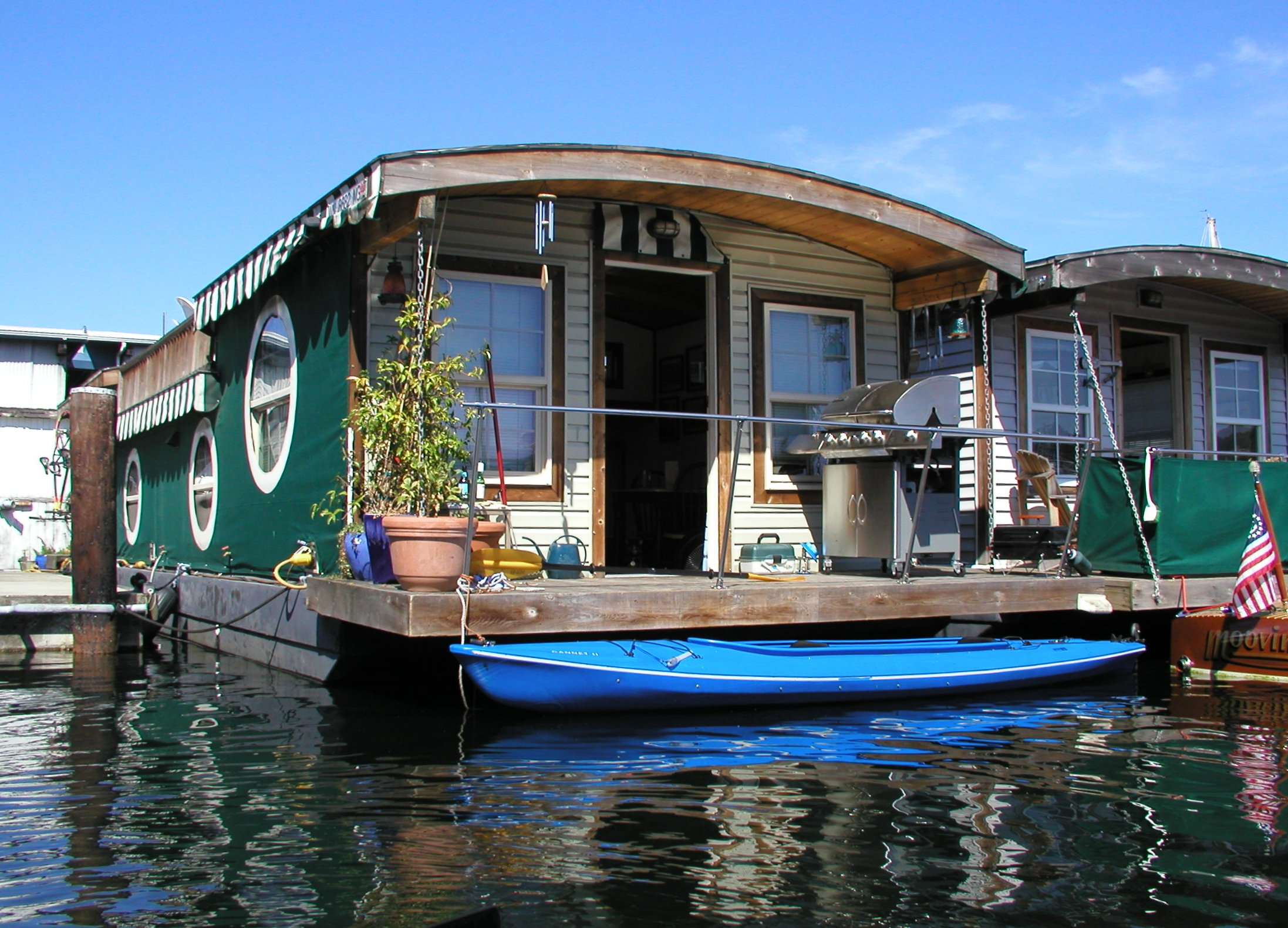
Una casa galleggiante sul Lago Union a Seattle, Washington, Stati Uniti d'America

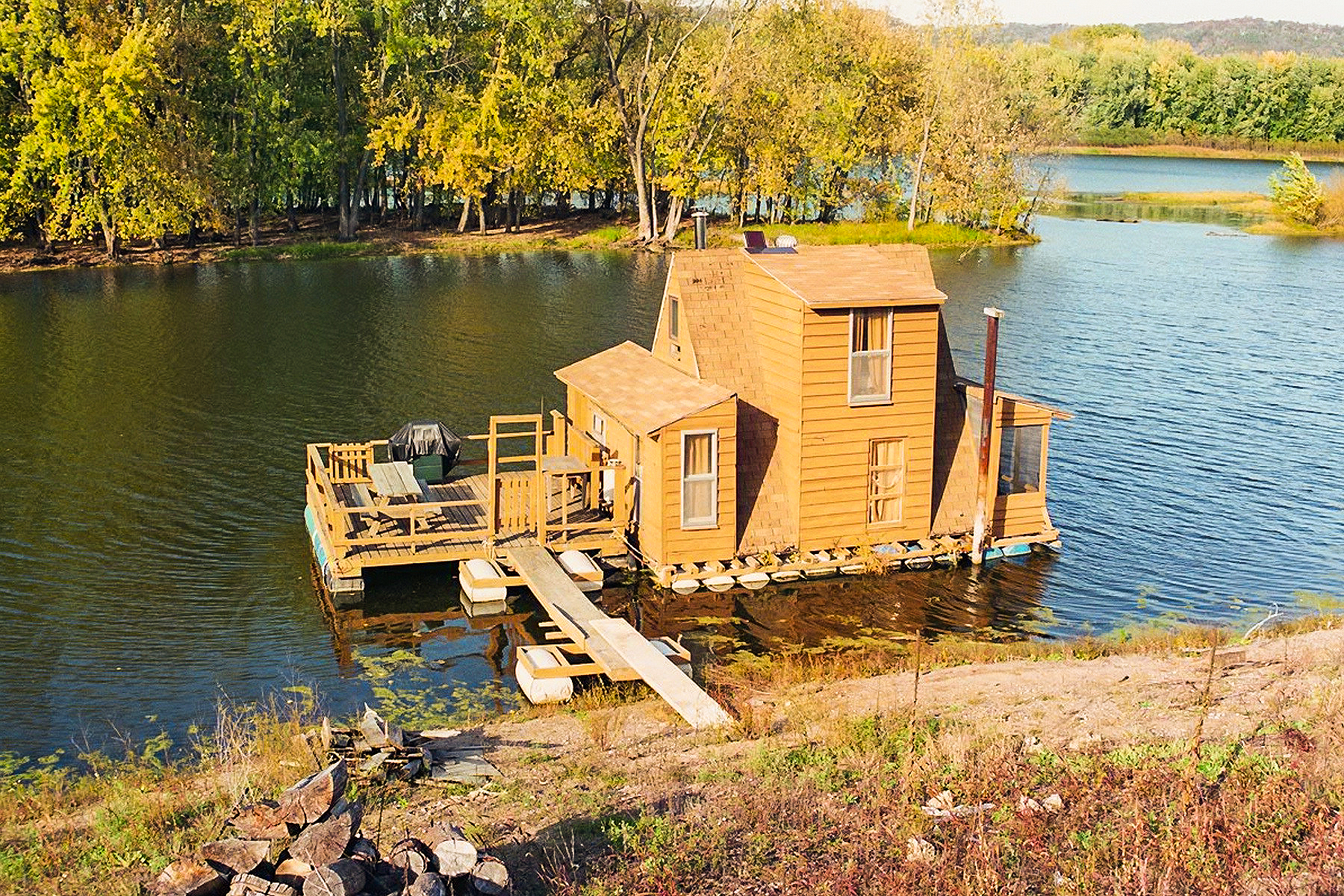
Casa galleggiante, Mississippi, Stati Uniti d'America

Una casa galleggiante è una barca che è stata progettata o modificata per essere usata principalmente come un'abitazione umana. Alcune case galleggianti non sono motorizzate, perché sono spesso attraccate, stazionate a un punto fisso e spesso legate alla riva. Tuttavia, molte sono in grado di navigare.

## Nazioni

### Australia
In Australia, specialmente sul fiume Murray e sulla soleggiata costa di Queensland, ci sono molte case galleggianti motorizzate con due o più camere da letto; alcune di queste hanno più di un piano. Alcune sono possedute privatamente sia come residenza primaria sia come casa delle vacanze. Molte di queste sono disponibili per l'affitto per una sistemazione da quattro a una dozzina di persone.

### Serbia
A Belgrado lungo le sponde del Fiume Sava sono centinaia le casette galleggianti utilizzate per il barbecue del week-end e come locali pubblici (ristoranti e bar) splav

### Canada
In Canada, le case galleggianti stanno ottenendo maggiore popolarità nella Columbia Britannica, Ontario e nel Québec perché lì c'è un'abbondanza di fiumi e laghi. In Canada le case galleggianti sono motorizzate e usate perlopiù a scopo ricreativo piuttosto che usarle come abitazione permanente.
La città di Sicamous, nella Columbia Britannica, è conosciuta come la "Capitale Mondiale delle Case Galleggianti".

### Cina
C'è una casa galleggiante e una comunità di pescatori a Hong Kong conosciuta come Aberdeen floating village. 

### Germania
Il porto di Amburgo ha numerose comunità che vivono sull'acqua con addirittura delle Flussschifferkirche o Chiese Galleggianti. Berlino ha anche dei quartieri di case galleggianti, in particolare sulla Landwehrkanal a Friedrichshain-Kreuzberg.

### India
In India, le case galleggianti, sono concentrate principalmente alle Maldive, dove ci sono persino delle abitazioni immerse sott’acqua, e delle resort costosissime.

#### Italia
In Italia l’espressione «casa galleggiante» comprende sia le houseboat da diporto sia abitazioni fisse, ancorate stabilmente su piattaforme galleggianti.  
Il fenomeno ha iniziato a diffondersi nei primi anni novanta lungo i corsi d’acqua del Nord‑Est (Delta del Po, laguna di Venezia, fiume Sile).

##### Tipologie
- Houseboat – imbarcazioni motorizzate o rimovibili, destinate per lo più al turismo fluviale e lagunare; sulla rete interna italiana possono essere condotte senza patente nautica.[3]
- Case galleggianti fisse – unità prive di motore, progettate come abitazioni permanenti su piattaforme galleggianti in cemento armato o acciaio, collegate alle reti di servizio come edifici residenziali.[1]

##### Quadro normativo
La realizzazione e l’ormeggio di strutture galleggianti a uso abitativo o ricettivo sono disciplinati dal combinato disposto dell’art. 31 del D.Lgs 79/2011 (Codice del turismo) e dell’art. 2, lett. c), del D.P.R. 509/1997, integrato dalle competenze regionali sul demanio idrico e marittimo.  
Il procedimento autorizzativo richiede i pareri di Capitaneria di porto, Autorità di bacino e Comune competente, con una durata media stimata fra otto e quattordici settimane.

## Monossido di carbonio dai motori a benzina
Molte case galleggianti usano motori a benzina. Il monossido di carbonio, da questi motori, ha causato problemi per qualche abitante di case galleggianti. Nell'agosto del 2000 fu effettuata una ricerca commissionata dal National Institute for Occupational Safety and Health (NIOSH) secondo la quale negli Stati Uniti vi erano stati più di 600 avvelenati per questa ragione, 100 dei quali erano morti. Molti fabbricanti di case galleggianti e di motori hanno iniziato a lavorare per ridurre le concentrazioni di monossido di carbonio nelle aree occupate sulle case galleggianti.